# デュッラキウムの戦い
デュッラキウムの戦い（デュッラキウムのたたかい、伊：Battaglia di Dyrrhachium）は、紀元前48年7月10日にデュッラキウムで行われた戦いであり、グナエウス・ポンペイウスらの元老院派がガイウス・ユリウス・カエサル率いるカエサル派を撃破した。 「デュラキウムの戦い」「ドゥラキウムの戦い」とも表記される。

## 概要
ヒスパニアでポンペイウス軍を倒したカエサルはポンペイウスを攻撃するためにアドリア海を横断して、紀元前48年1月4日にギリシャに上陸、オリクムとアポロニアを占領した。
ポンペイウスの軍隊はカエサル軍に比べ数が多いものの主に新兵であり、彼は攻撃する気がなかったが、カエサル軍を騎兵で上回り、兵糧も潤沢であった。カエサルはデュッラキウムにあったポンペイウス軍の本拠に対し、塹壕と城壁を組み合わせた包囲陣地を作り始めた。カエサルの狙いは包囲陣地で騎兵の機動力を削ぎ、数が多いポンペイウス軍への補給を絶つことにあった。これに対しポンペイウスもカエサル軍との小競り合いの後に多くの丘を占領し防壁を築かせ対抗した。
さらにポンペイウス軍は、海からの攻撃も加えカエサル軍を圧倒した。制海権を得た事で海から物資を運び込むことで補給は途絶せず、ポンペイウス軍を弱らせようというカエサルの目論見は失敗した。その上、北側から建造が始まったカエサル軍の包囲陣地は南側でまだ完成しきっていなかった。そのため南側はカエサル軍の弱点であった。ここを突いたポンペイウス軍の猛攻に、なすすべもなくカエサル軍の兵の多くは遁走したため、カエサル軍は恐慌状態に陥って32本の軍旗を奪われ、カエサルも危うく命を失うほどの完敗となった。実際にカエサルは撤退せずに向き直って立ち向かうように兵士に指示したが、その兵士がかえって逆上して、危うくカエサルを斬り殺しそうになったと伝わっている。ただし、ポンペイウスはカエサル軍の余りの負けっぷりに、罠を仕掛けているのでは思ったことから、追撃を止めた。これはカエサルにとっては幸運であった。「もしあのとき、敵軍の誰か1人でもそう望んだなら、今日勝利は彼らのものであった」とカエサルは後に語った。
カエサルはテッサリアへ撤退していった。ポンペイウスは追跡に慎重であったがルキウス・ドミティウス・アヘノバルブスやルキウス・アフラニウスら、功を焦った強硬なカエサルの政敵たちによる突き上げによりカエサルを追跡したことで、古代ローマ最大の激戦とも称されるファルサルスの戦いが行われることになる。